# Вертлявая камышовка
Вертлявая камышовка (лат. Acrocephalus paludicola) — вид птиц семейства Acrocephalidae. Подвидов не выделяют.

## Распространение
Ареал вертлявой камышовки достаточно обширен, несмотря на её общую немногочисленность. На территории России данный вид встречается по югу и в центральных районах Европейской части и по югу Западной Сибири. На севере ареал ограничивается Тверской, Ярославской, Нижегородской и Пермской областями, на востоке — Свердловской, на юге — Курской и Воронежской областями и республикой Мордовия, на западе вертлявая камышовка наблюдается вплоть до Калининградской области. За пределами России гнездовья камышовки встречаются небольшими ареалами по всей Центральной и Восточной Европе: во Франции, Бельгии, Голландии, Италии, Германии, Венгрии, Польше, Белоруссии, Латвии, Литве и на Украине. По некоторым данным также севернее, на территории Дании и южной Финляндии. Единично наблюдалась в Казахстане.
Зимует в Западной Африке, по обе стороны Ла-Манша и в Бискайском заливе.
Самая крупная популяция в мире обитает на болотном массиве Званец в Белоруссии.

## Внешний вид
Представляет собой небольшую, размером с воробья птичку. Размер крыльев составляет около 6,5 сантиметров, хвоста — около 5 сантиметров, клюва — чуть более сантиметра. Хвост ступенчатый с немного заострёнными концами рулевых перьев. Размеры самцов и самок одинаковые.
Окрас взрослых птиц также не отличается между самцами и самками. Спина имеет бежево-оливковый окрас с тёмными, почти чёрными надствольями. Ближе к хвосту выражается рыжеватый оттенок. Посередине головы проходят две чёрные полосы, разделённые узкой оливково-жёлтой полоской. Брюшко птицы окрашено в светло-рыжий цвет и становится более светлым к середине. Ноги жёлтого цвета.
Осенью у вертлявых камышовок происходит линька, после чего окрас птиц приобретает более яркие тона. Молодые особи отличаются большим количеством светлых участков оперения.

## Экология
Вертлявая камышовка относится к стенотопному типу, то есть обитает лишь в немногих, очень похожих друг на друга местах. Типичными местами её обитания являются равнинные влажные и заболоченные участки с наличием густой травы высотой от 50 сантиметров и редким ивняком. Преобладают в поймах рек, на осоковых и вейниковых болотах в разливах рек и на заросших травой прудах, где глубина воды не превышает 10 сантиметров. Во время перелётов на зимовку предпочитает прибрежные районы прудов и рек в зарослях травы и кустов.
Вертлявая камышовка является недостаточно изученным видом, продолжительность её жизни и возраст полового созревания неизвестен. Во время периода размножения наблюдается некоторое преобладание самок, что объясняется особенностями полигинийных брачных отношений птиц, когда один самец на своей территории образует сразу несколько временных пар с самками. Места гнездования непостоянны, меняются каждый год и начинаются для европейских особей в начале июня. Строит гнездо, высиживает яйца и кормит птенцов только самка. Место для гнезда выбирается на сухом месте в высокой осоке или в зарослях у основания кустов ивняка. Гнёзда имеют шарообразную форму и состоят из сухих стеблей травы.
В кладке вертлявой камышовки обычно от четырёх до шести яиц размером 1,6 на 1,2 сантиметра полушаровидной формы оливково-жёлтого цвета с бледными крапинками, светлые у острого конца и более тёмные к основанию, на котором может образовываться венчик. Скорлупа прочная, гладкая и немного блестящая. В случае гибели невылупившегося потомства обычны повторные кладки. Гнездо птенцы покидают на 14—15-й день, после чего ещё около месяца держатся около гнезда.
Питается различными насекомыми, более точных данных нет в связи с плохой изученностью вида.
В самом конце лета — начале осени начинается перелёт вертлявых камышовок на зимовку.

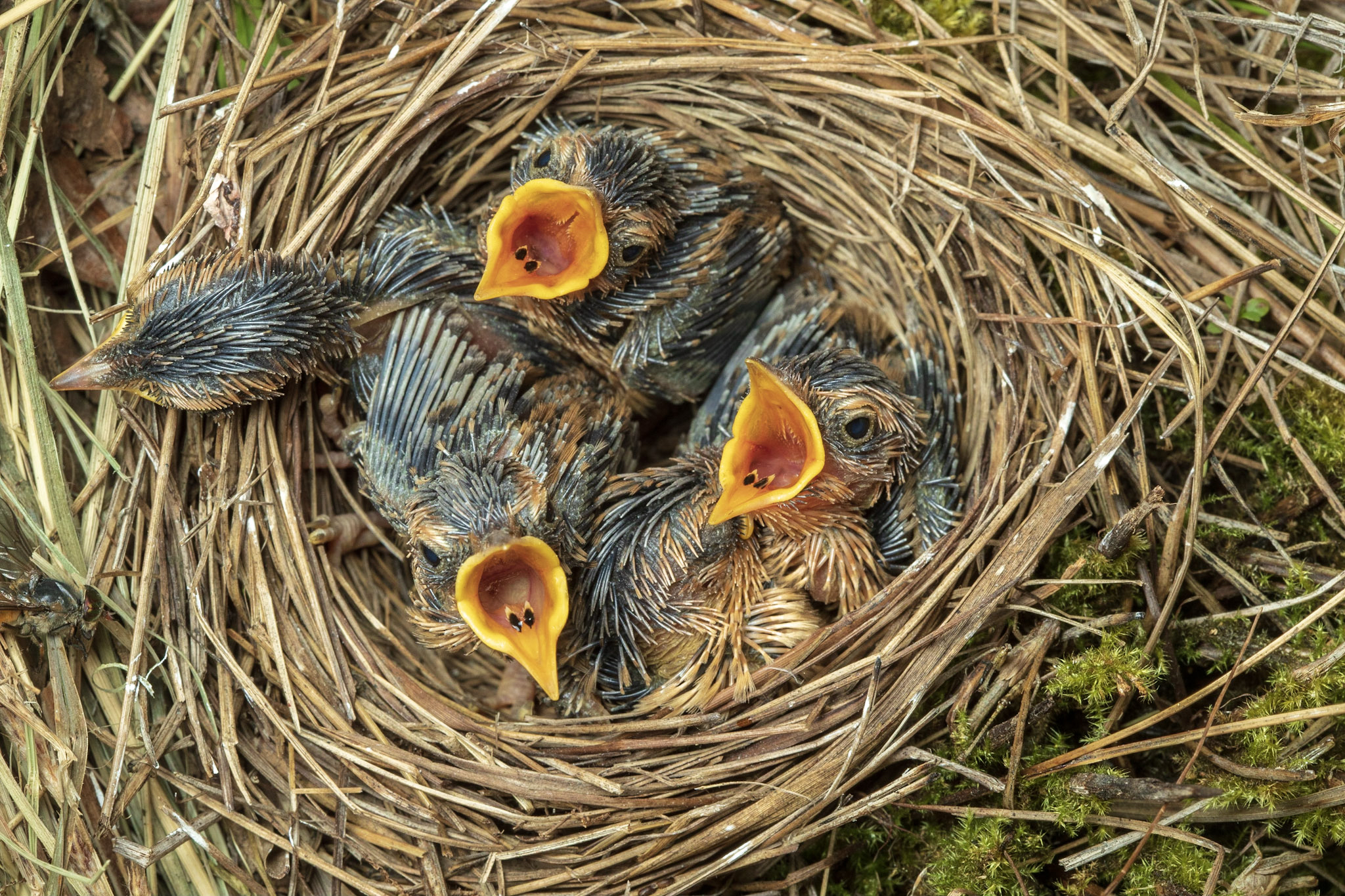
Птенцы в гнезде
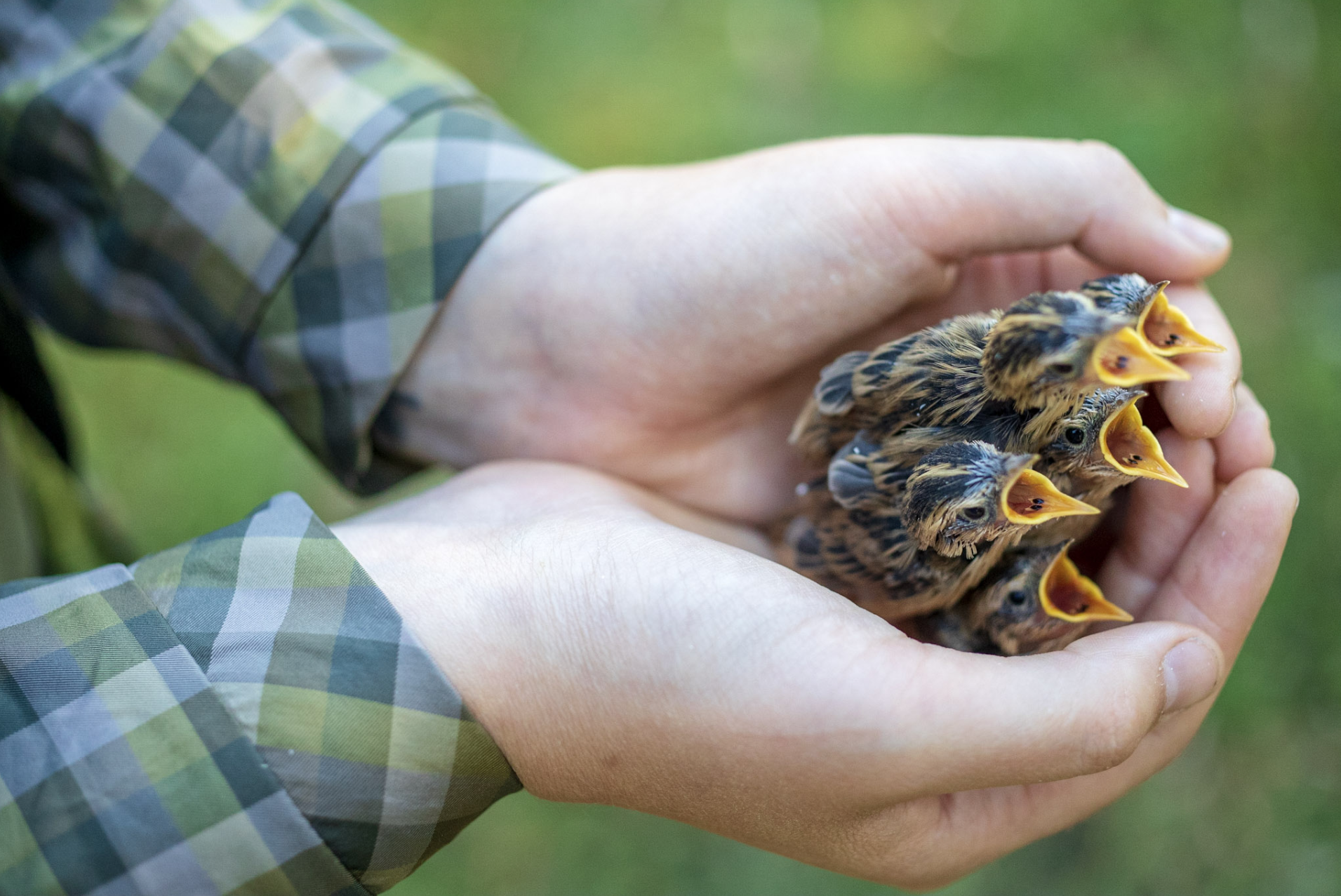
Птенцы в руке человека
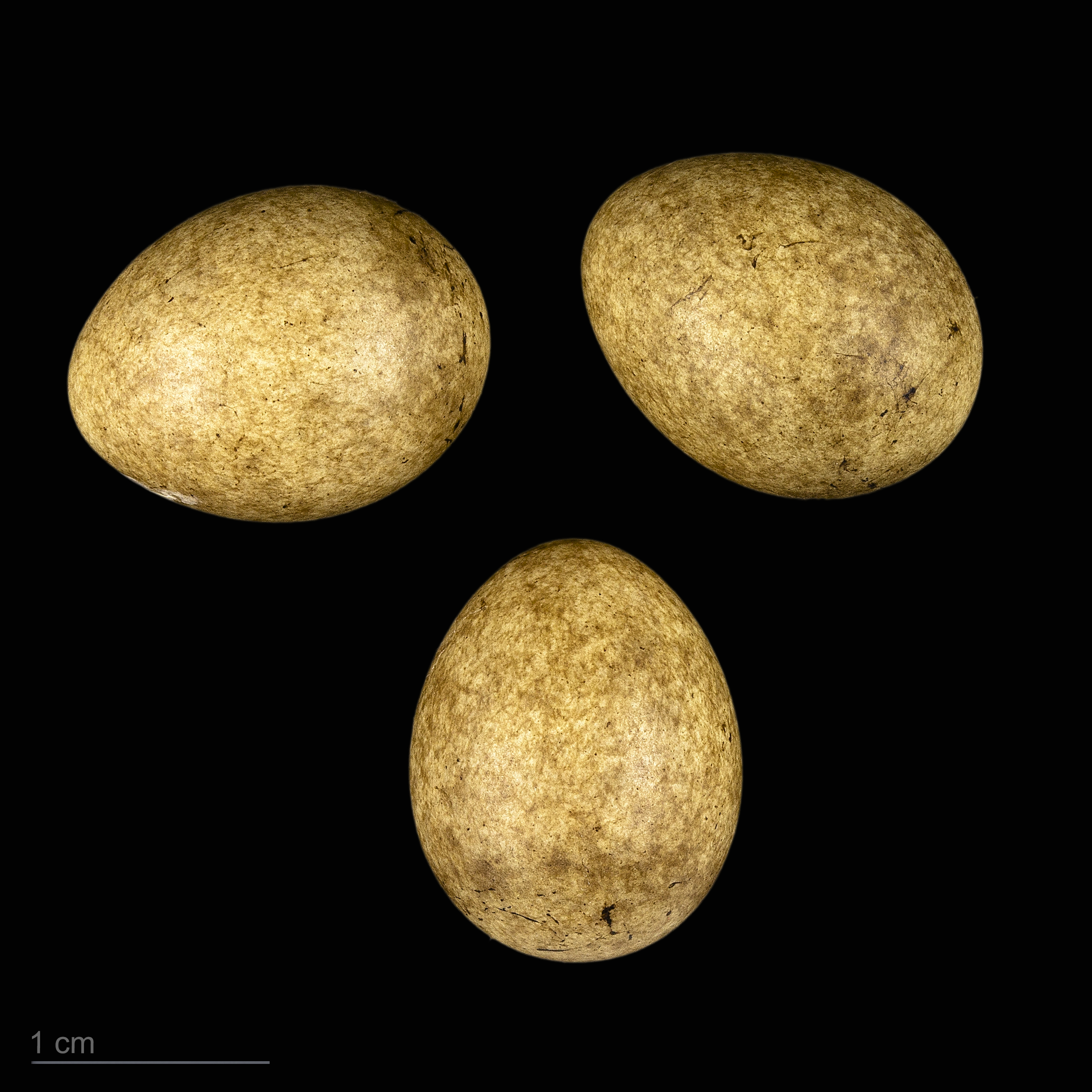
Яйца (Тулузский музеум)

## Численность и охранный статус

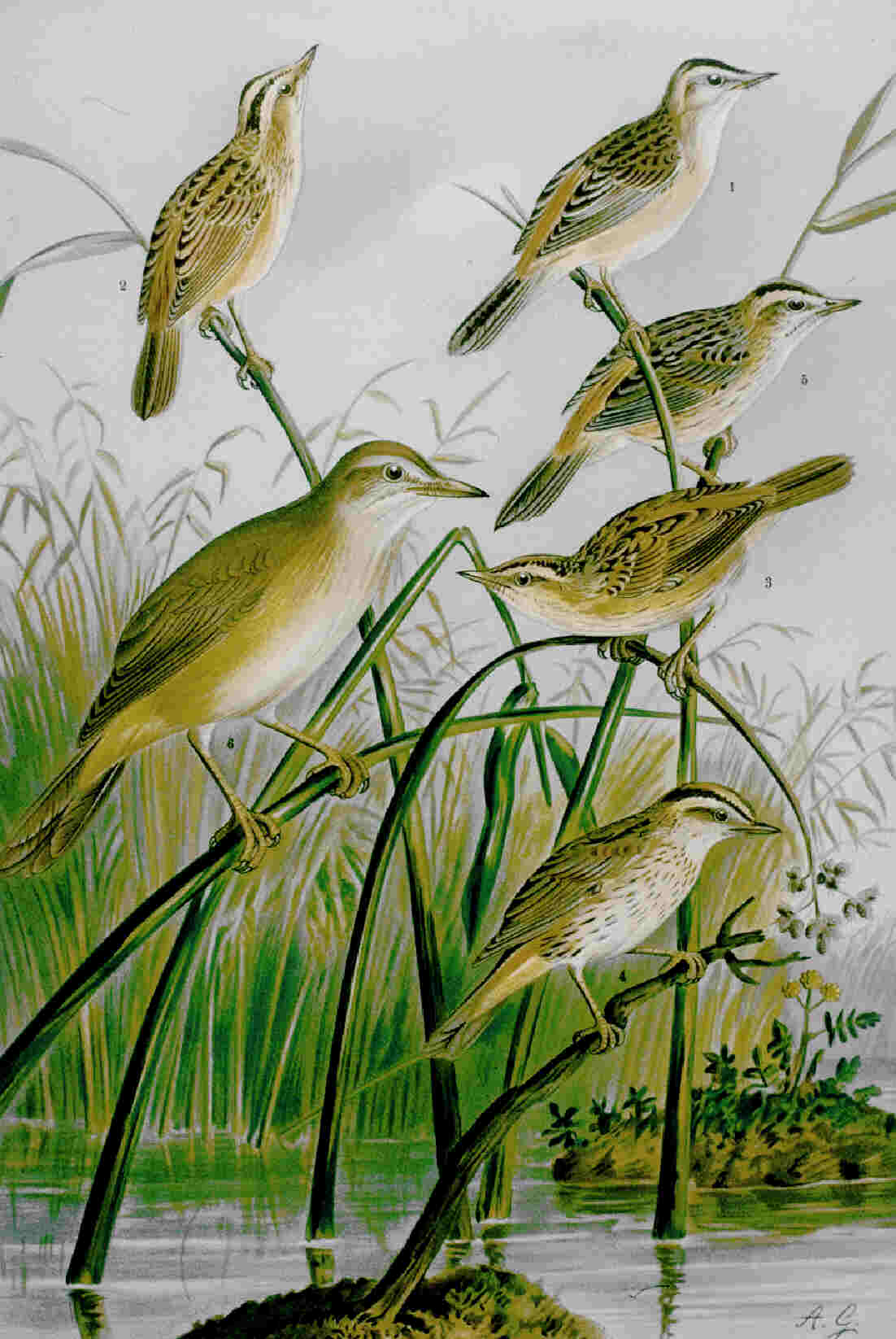
Вертлявая камышовка (иллюстрация 1897 года)

Предположительная численность популяции вертлявой камышовки составляет около 15-25 тысяч. Причём, исходя из постоянных наблюдений, численность вида постоянно сокращается.
Основной причиной сокращения популяции считается совпадение ареала камышовки с выгодными для землепользования участками. Мелиорация, выпаливание травы и создание водохранилищ приводят к сокращению пригодных для этой птицы мест обитания. Кроме того, на сокращение ареала влияет рост плотности сельского населения и последующее освоение земель, предпочитаемых вертлявой камышовкой. Расширение пустынной зоны в Африке также является негативным фактором из-за увеличения перелётной дистанции.
На территории России вертлявая камышовка повсеместно является редким видом, в связи с чем занесена в Красную книгу страны и в ряд региональных Красных книг, в том числе: в Красную книгу Челябинской, Смоленской и Новосибирской областей. Кроме того, вертлявая камышовка включена в Красный список МСОП-96, приложение 2 Бернской Конвенции.

## Иное
В 2017 году утвержден официальный природный символ Березовского района Брестской области Беларуси — Вертлявая камышевка.